# Bentfield Bury
Bentfield Bury is een gehucht in het Engelse graafschap Essex. Het maakt deel uit van de civil parish Stansted Mountfitchet. Bentfield Bury komt in het Domesday Book (1086) voor als 'Benedfelda'. In die tijd telde de nederzetting 25 huishoudens en had zij de beschikking over akkerland ter grootte van 7 ploegen. Een gelijknamig woon- of landhuis uit de zeventiende eeuw staat op de Britse monumentenlijst.